# 良品買館
良品買館（りょうひんかいかん）は、かつて株式会社ベストバイが運営していた総合型リサイクルショップ。
2024年（令和6年）8月 - 良品買館事業の一部およびプロエ具専門店ツールマン事業の全部を事業譲渡したことにより、事業から完全撤退し、運営元が譲渡先である株式会社買取王国となっている。
派生形態として、電動工具の取り扱いに特化した「輝け！ツールマン摂津店」、その2階には鉄道模型とエアガンやモデルガンをメインに取り扱う「Hobby Do！摂津店」を展開する。

## 概要
店頭での買取をメインとして、フランチャイズ店舗を含めて関西を中心に15店舗を展開。
取扱いジャンルは家電・家具・アパレル・雑貨をはじめとして、楽器・ホビー・アウトドア用品の他、ベビー用品も取り扱う。
運営を同じくするキングラム同様、腕時計、貴金属、バッグ、宝石・ジュエリー、酒類、骨董品や美術品の他、食器にも力を入れている。
買取によって仕入れた品物は主に、店頭ないし各種ECサイト等といったBtoCで販売している。
その他、BtoBオークションでも販売を行っている。

## 沿革
- 2003年10月 - 「良品買館」（総合型リサイクルショップ）1号店である茨木店を大阪府茨木市にオープン。
- 2007年7月 - ネット販売事業およびフランチャイズ事業の展開を開始する。
- 2021年8月 - 兵庫県神戸市に「神戸池上店」がオープン
- 2022年7月 - 「神戸池上店」の名称が「伊川谷店」へと改称される
- 2024年8月 - 良品買館事業の一部およびプロエ具専門店ツールマン事業の全部を株式会社買取王国へ事業譲渡したことにより、正式に良品買館事業から完全撤退。

## 店舗
関西中心に15店舗展開